# Quartier de Grenelle
Pour les articles homonymes, voir Grenelle.
Le quartier de Grenelle est le 59e quartier administratif de Paris situé dans le 15e arrondissement.

## Géographie

### Localisation

Les quartiers du, le quartier de Grenelle est en rose.

Situé au nord du 15e arrondissement de Paris, le quartier de Grenelle est délimité au nord-ouest par la Seine (il comprend l’île aux Cygnes), au nord-est par l'avenue de Suffren, au sud-est par l'avenue de Lowendal et la rue de la Croix-Nivert, et au sud-ouest par la rue des Entrepreneurs, la rue Linois et le pont de Grenelle.
D'une superficie de 147,8 hectares, dont 11 hectares de fleuve, il est le plus petit des quatre quartiers de l'arrondissement.

### Transports
Le quartier est desservi par trois lignes de métro et une de RER et comporte les stations suivantes :
- 6 Bir-Hakeim, Dupleix et La Motte-Picquet - Grenelle ;
- 8 Commerce et La Motte-Picquet - Grenelle ;
- 10 Charles Michels, Avenue Émile-Zola et La Motte-Picquet - Grenelle ;
- Ligne C du RER à la gare du Champ de Mars - Tour Eiffel.

## Histoire

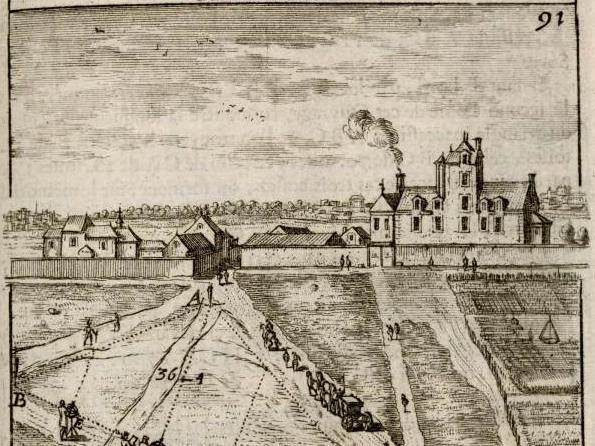
Le château et la ferme de Grenelle vers 1700, dessin publié en 1702.

### La plaine de Grenelle jusqu'auXVIIIesiècle
La plaine de Grenelle, lieu probable de la victoire de Labienus sur les Gaulois de Camulogène, s'étalant depuis l'actuel hôtel des Invalides jusqu'à Issy-les-Moulineaux sur la rive gauche de la Seine, fut quasiment inhabitée pendant des siècles du fait de la difficulté à la cultiver.
Il s'y trouvait autrefois le château de Grenelle (devant l'actuelle place Dupleix) et la ferme de Grenelle (située entre l'actuelle rue de la Cavalerie et les avenues de Suffren et de La Motte-Picquet),.

### De 1785 à 1859: de part et d'autre du mur des Fermiers généraux

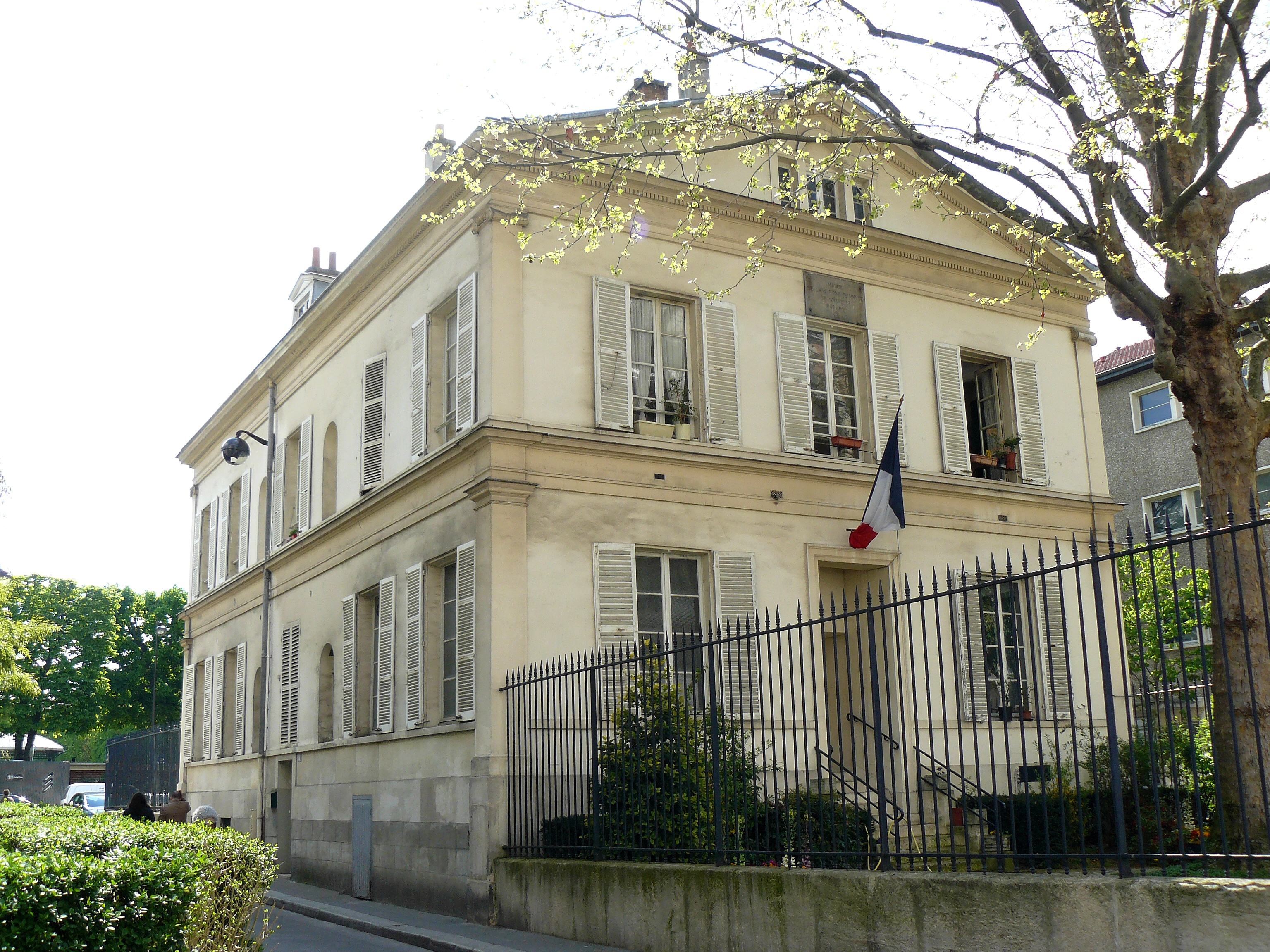
L'ancienne mairie de Grenelle, place du Commerce.

En 1785 entra en service dans la plaine de Grenelle une partie du mur des Fermiers généraux, dont la construction avait été entamée l'année précédente. Ce mur qui délimitait Paris avait une fonction fiscale et se franchissait par des barrières d'octroi. Dans la plaine de Grenelle, celles-ci étaient initialement au nombre de trois :
- barrière de l'École-Militaire (à l'emplacement de l'actuelle place Cambronne)[5] ;
- barrière de Grenelle (à l'emplacement de l'actuelle place Marcel-Cerdan)[6] ;
- barrière de la Cunette (à l'emplacement de l'actuelle place des Martyrs Juifs du Vélodrome d'Hiver)[7].

Une quatrième barrière fut ajoutée en 1840 :
- barrière de La Motte-Picquet (entre l'avenue du même nom et la rue du Commerce)[9].

La partie de la plaine de Grenelle située au nord du mur des Fermiers généraux se trouva ainsi, lorsque Paris fut en 1790 découpée en quarante-huit sections, dans la section des Invalides, intégrée à l'ancien 10e arrondissement en 1795 lors de la création des douze arrondissements et devenant le quartier des Invalides en 1811 lorsque les sections furent renommées en quartier.
Au sud du mur des Fermiers généraux, la plaine de Grenelle faisait partie de la commune de Vaugirard jusqu'en 1830. En 1824, les entrepreneurs Léonard Violet et Alphonse Letellier, conseillers municipaux de Vaugirard, y achetèrent environ 105 hectares de terres et qu'ils lotirent très rapidement,. C'était le lotissement Violet, qui devint le village de Grenelle, communément appelé alors « Beau-Grenelle », caractérisé par son réseau de rues à angle droit qui subsiste aujourd'hui. L'ensemble se détacha de la commune de Vaugirard en 1830 pour constituer la commune de Grenelle, avant d'être rattaché à Paris le 1er janvier 1860, malgré l'hostilité de ses habitants qui, notamment, craignaient des conséquences fiscales défavorables.

### Depuis 1859: Grenelle,59equartierde Paris

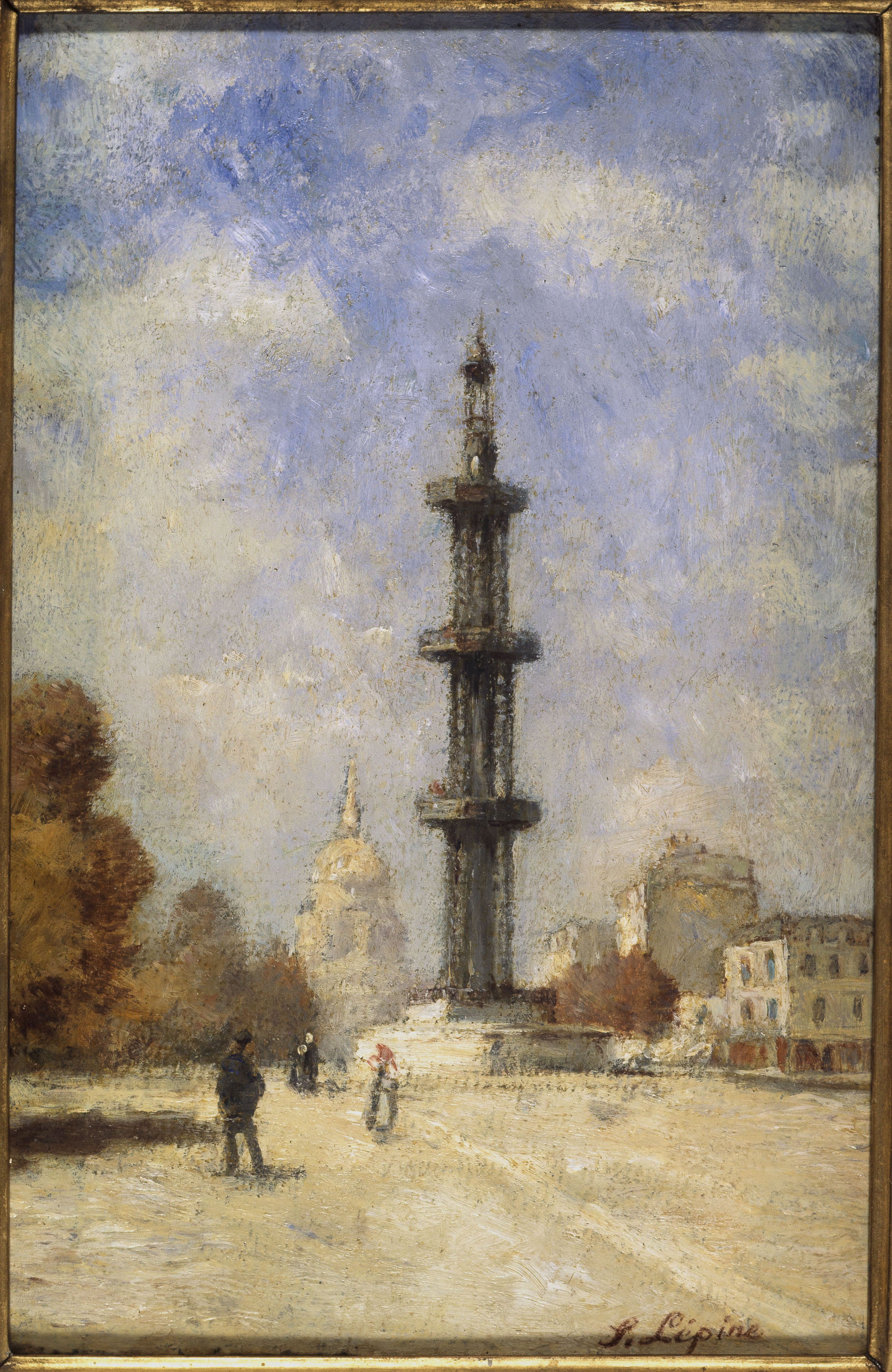
Le Puits artésien de Grenelle, (place de Breteuil)
Stanislas Lépine, vers 1880
Musée Carnavalet, Paris

Le quartier de Grenelle fut alors créé, en même temps qu'était créé le 15e arrondissement de Paris. Le tableau annexé à l'arrêté du préfet de la Seine du 3 novembre 1859, signé par le baron Haussmann, indique :
« 59. [Quartier] De Grenelle.
Une ligne parlant du pont de Grenelle, au milieu du grand bras, remontant le cours du fleuve jusqu'à l'avenue de Suffren et suivant l'axe des avenues de Suffren, de Lowendal, de la place de l'École, des rues de la Croix-Nivert, des Entrepreneurs et du Pont et l'axe du pont de Grenelle jusqu'au point de départ ».
La partie située au nord-est du boulevard de Grenelle se trouvait avant 1860 sur le territoire de l'ancien 10e arrondissement de Paris, quartier des Invalides, tandis que la partie située au sud-ouest de ce boulevard appartenait à l'ancienne commune de Grenelle.
C'est dans le quartier de Grenelle que se trouvait, entre 1903 et 1959, le Vélodrome d'Hiver. Les 16 et 17 juillet 1942, c'est là que furent détenues les victimes de la rafle du Vél d'Hiv.

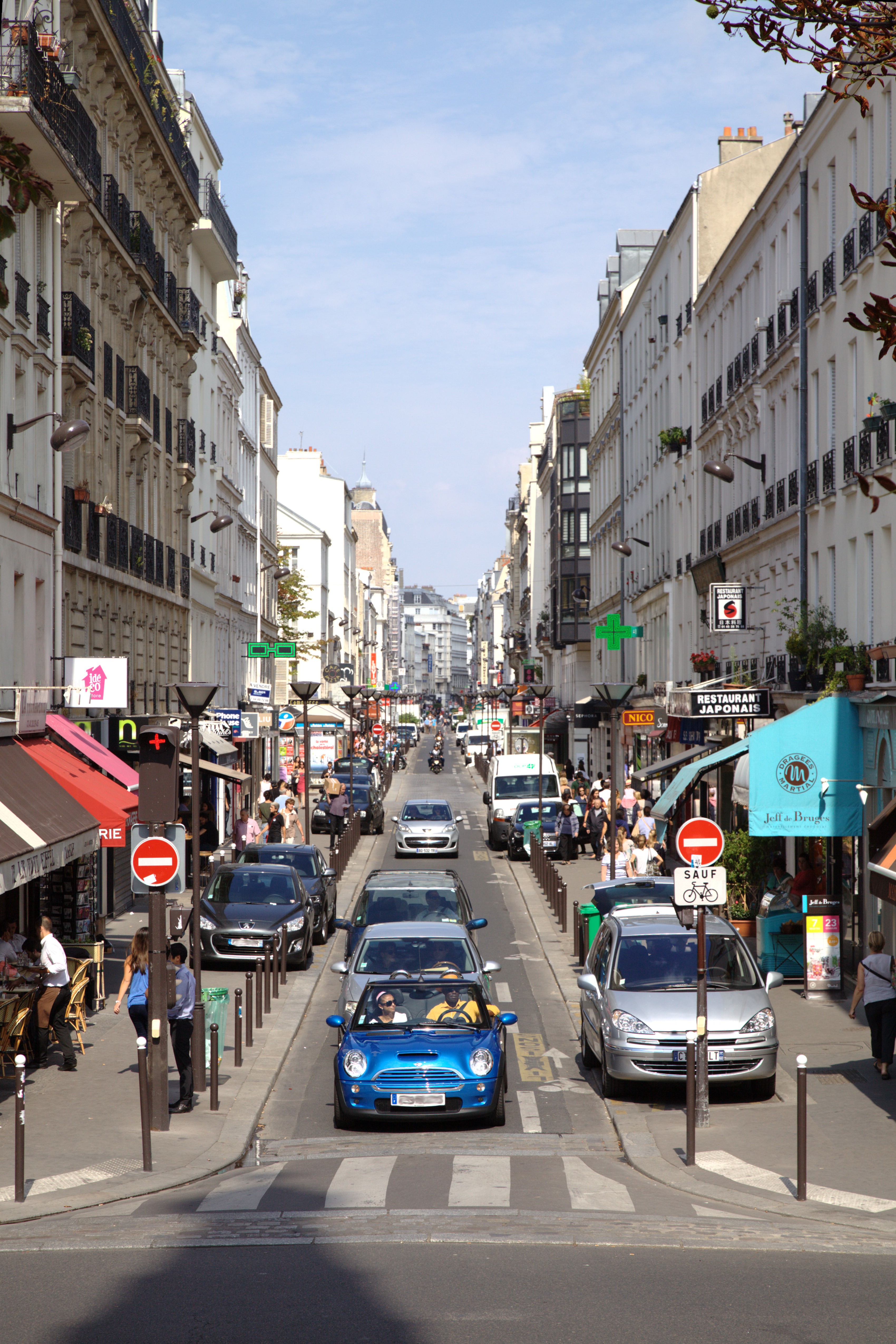
Rue du Commerce en 2013.

Le cinéma Kinopanorama, construit en 1959 à l’emplacement de l’ancien cinéma Splendid (inauguré en 1919), anima le quartier de 1959 à 2002.
Un ensemble de tours fut construit à partir de 1970 le long de la Seine (le Front-de-Seine), avec un centre commercial, Beaugrenelle, constituant le cœur du nouveau quartier de Beaugrenelle. Une autre partie du quartier est occupée par le nœud commerçant autour de la rue des Entrepreneurs et de la rue du Commerce.

## Population et société

### Démographie
Le quartier comptait 49 684 habitants en 2010, soit environ la population d'une commune comme Saint-Malo, Vincennes, Belfort ou encore Charleville-Mézières. Avec une densité de plus de 33 600 habitants au km2, il était en 2010 le plus dense quartier de la rive gauche de Paris (de nombreux quartiers de la rive droite sont cependant plus denses, le maximum étant atteint dans le quartier de Belleville avec près de 46 800 habitants au km2 en 2010). À titre de comparaison, la densité moyenne de Paris (y compris les bois de Boulogne et de Vincennes) était de 21 347 habitants au km2 en 2011 et celle Manhattan de 27 212 habitants au km2 en 2012.

#### Découpage du quartier pour la statistique
Le quartier de Grenelle est ce que l'Insee appelle un « grand quartier » et porte le numéro Insee 7511559 (les deux derniers chiffres étant parce que le quartier de Grenelle est le 59e quartier de Paris).
L'Insee ne publie pas toujours directement de données statistiques à l'échelon des « grands quartiers » mais publie en revanche, outre les données au niveau communal (15e arrondissement), des données au niveau de plus petits quartiers d'environ 2 000 habitants appelés « Ilots Regroupés pour l'Information Statistique » (IRIS). Chaque IRIS est lui-même découpé en plusieurs îlots. Depuis 1999, l'Insee publie à chaque recensement de population les données de recensement de chaque IRIS.
Le quartier de Grenelle est divisé en 21 IRIS. Chaque IRIS est lui-même découpé en plusieurs îlots, chaque îlot correspondant généralement à un pâté de maisons.

#### Évolution de la population
| 1861   | 1866   | 1872   | 1876   | 1881   | 1886   | 1891   | 1926   | 1931   |
| ------ | ------ | ------ | ------ | ------ | ------ | ------ | ------ | ------ |
| 16 064 | 19 706 | 23 216 | 23 340 | 30 524 | 32 782 | 35 586 | 57 561 | 57 717 |

| 1954   | 1962   | 1968   | 1975   | 1982   | 1990   | 1999   | 2010   | - |
| ------ | ------ | ------ | ------ | ------ | ------ | ------ | ------ | - |
| 60 190 | 56 363 | 54 230 | 48 765 | 47 256 | 46 033 | 47 411 | 49 684 | - |

### Marchés

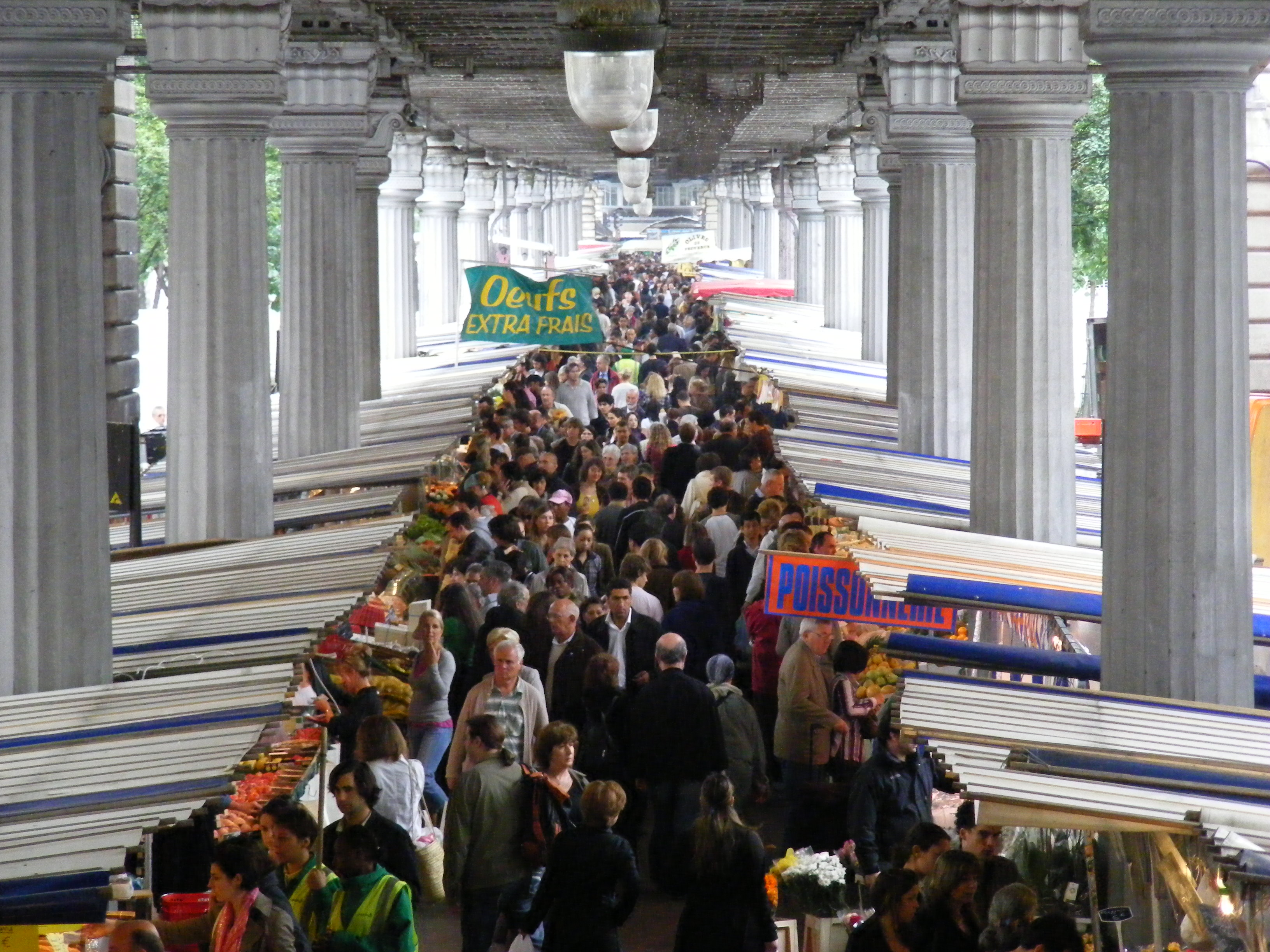
Le marché du boulevard de Grenelle en 2008.

Sept marchés se trouvent dans le quartier :
- marché de Grenelle, tous les mercredis et dimanches ;
- marché Saint-Charles, tous les mardis et vendredis ;
- marché Cervantes, mercredi et samedi, le matin ;
- marché de la Convention, mardi, jeudi et dimanche, le matin ;
- marché Lecourbe, mercredi et samedi, le matin ;
- marché Lefebvre, mercredi et samedi, le matin ;
- marché Georges-Brassens, le vendredi après-midi, de 15 h à 20 h 30.

### Vie de quartier
- Bowling du Front-de-Seine ;
- Centre commercial Beaugrenelle.

### Lieux de culte
- Église Saint-Jean-Baptiste de Grenelle ;
- Église Saint-Léon ;
- Foyer de Grenelle (Mission populaire évangélique de France) ;
- Synagogue MJLF Beaugrenelle.

## Culture et patrimoine

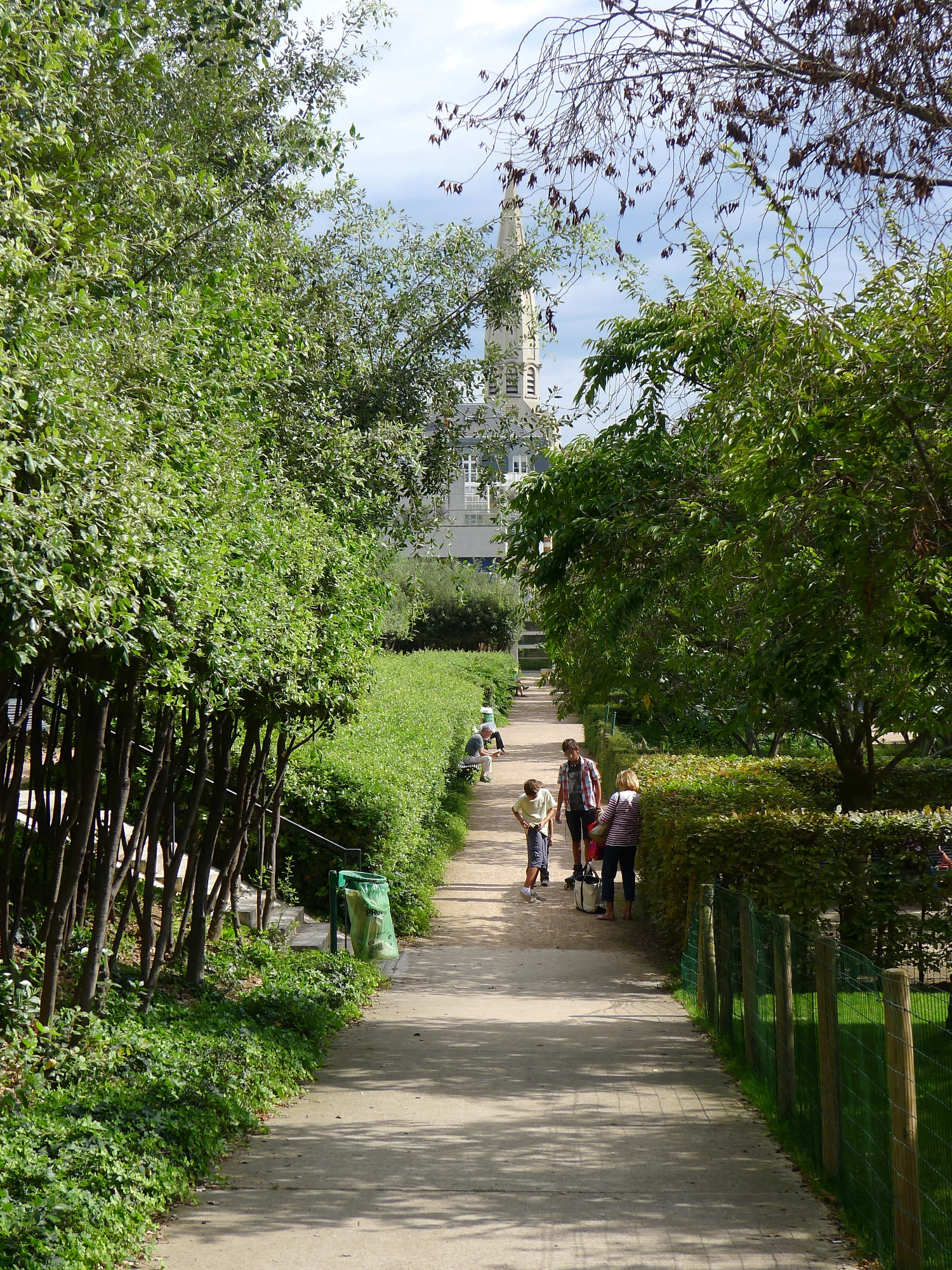
Le jardin Nicole-de-Hauteclocque.

### Lieux et monuments

#### Espaces verts
- Allée des Cygnes sur l'île aux Cygnes ;
- Square Nicole-de-Hauteclocque ;
- Place du Commerce ;
- Place Violet (la moitié sud de la place est dans le quartier de Javel) ;
- Promenade d'Australie ;
- Square de la Place-des-Martyrs-Juifs-du-Vélodrome-d'Hiver ;
- Square Béla-Bartók ;
- Square Garibaldi ;
- Square Pau-Casals.

#### Édifices
- La cheminée du Front de Seine.

#### Autres curiosités et points d'intérêt
- Maison de la culture du Japon ;
- Stade Émile-Anthoine ;
- Pont Rouelle (pont ferroviaire pour le RER C).

### Galerie de photos

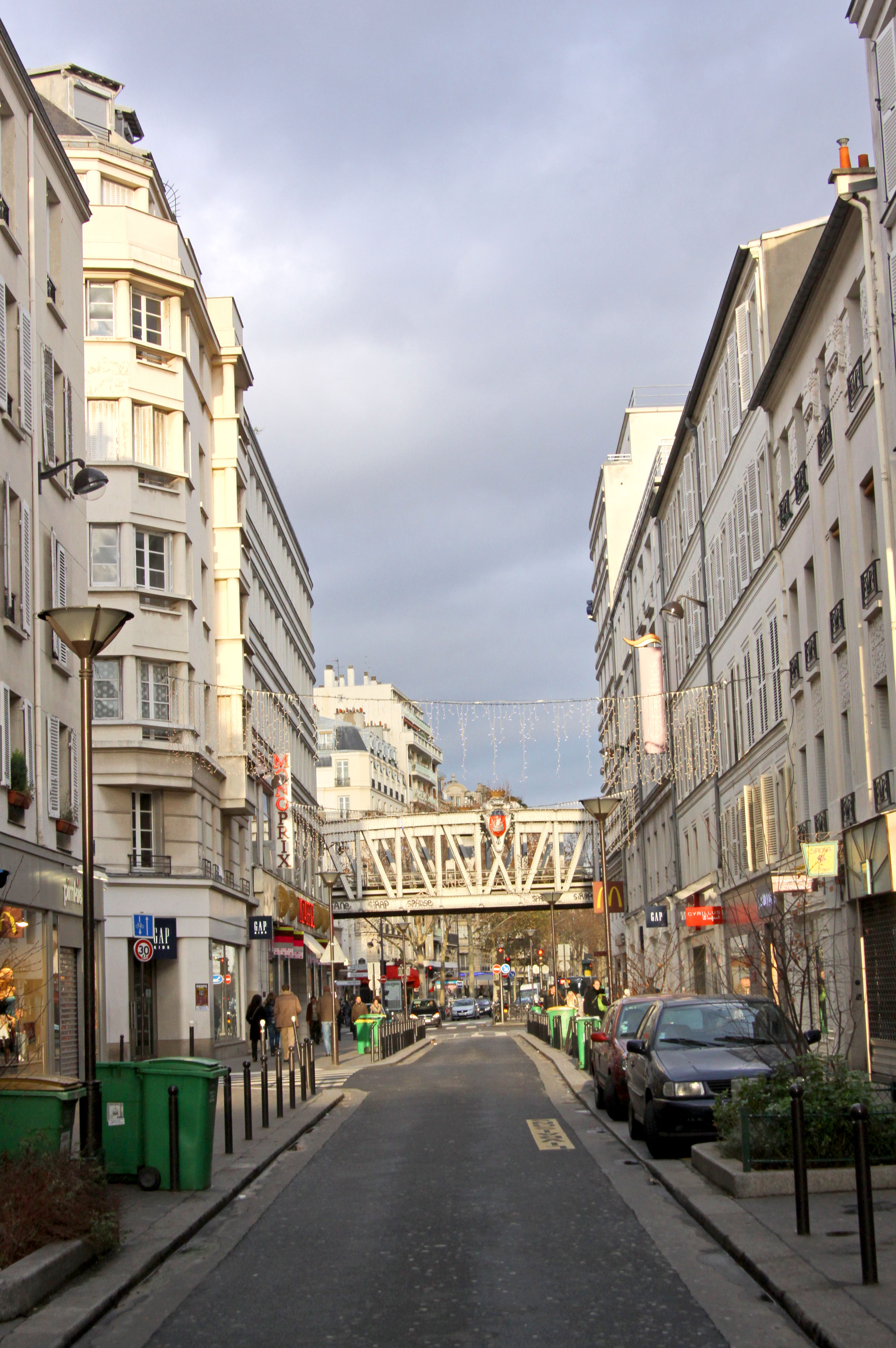
Rue du Commerce.
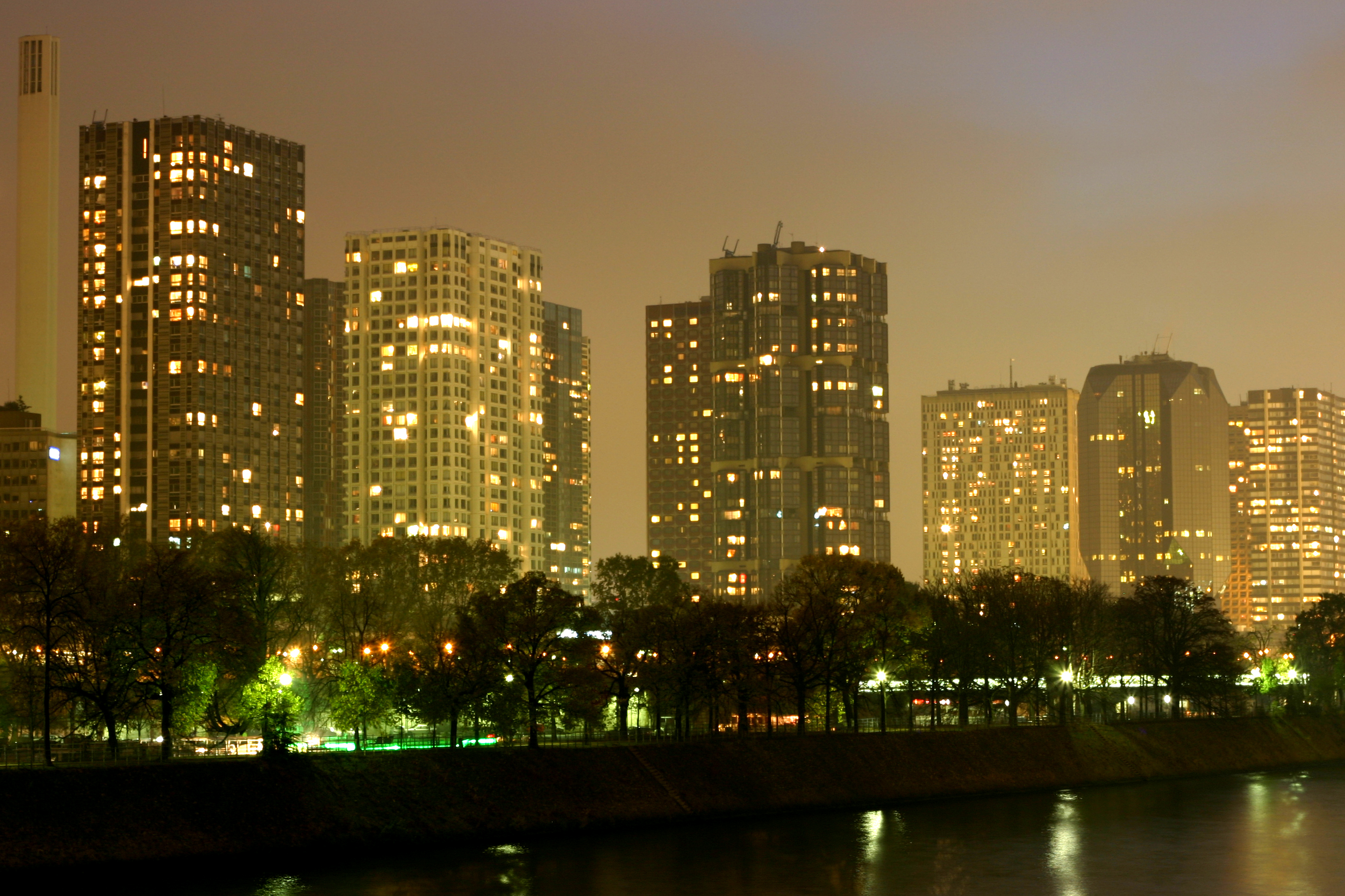
Quartier de Beaugrenelle de nuit.
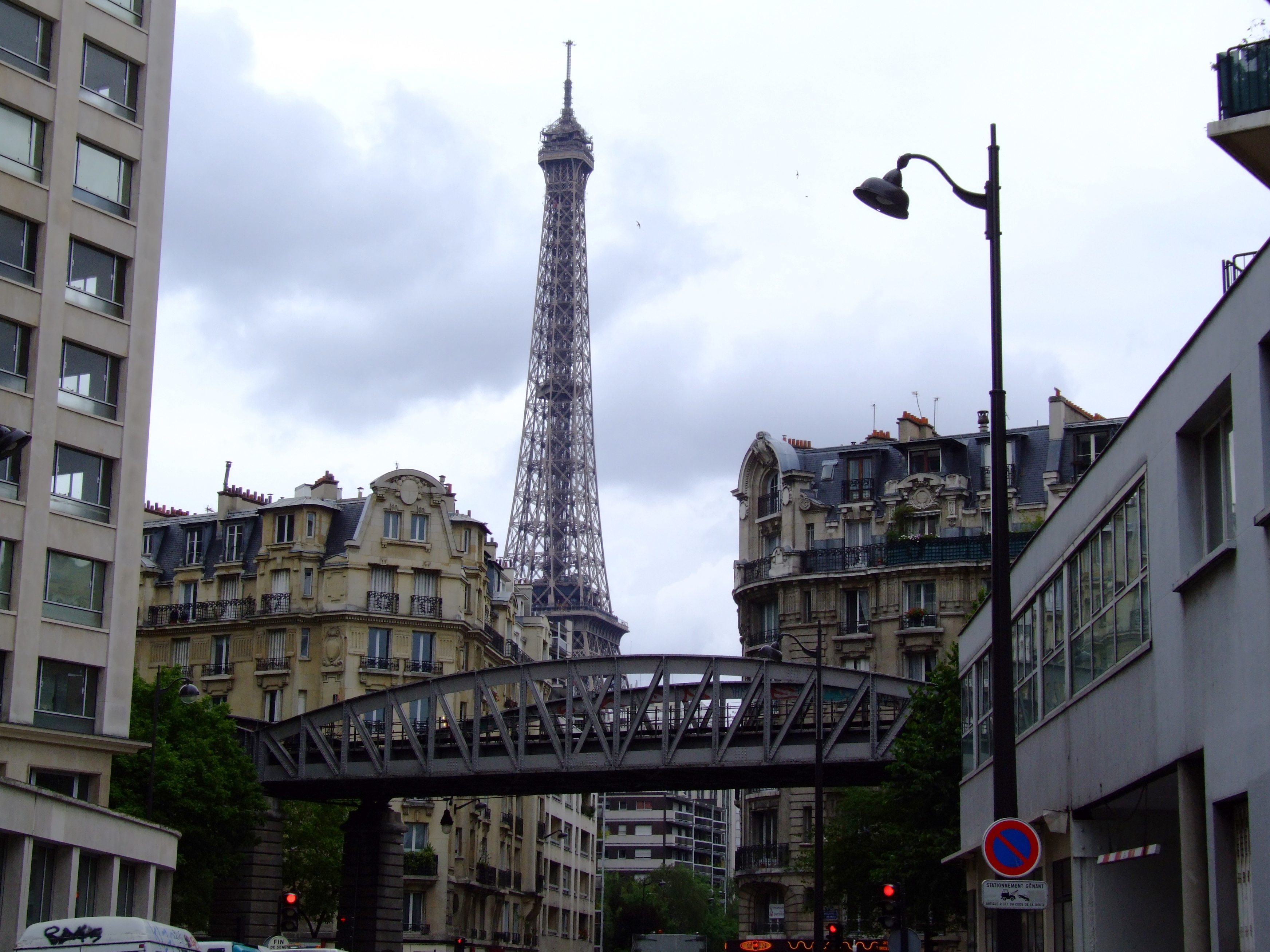
Ligne 6 du métro, vue depuis la rue Saint-Charles.
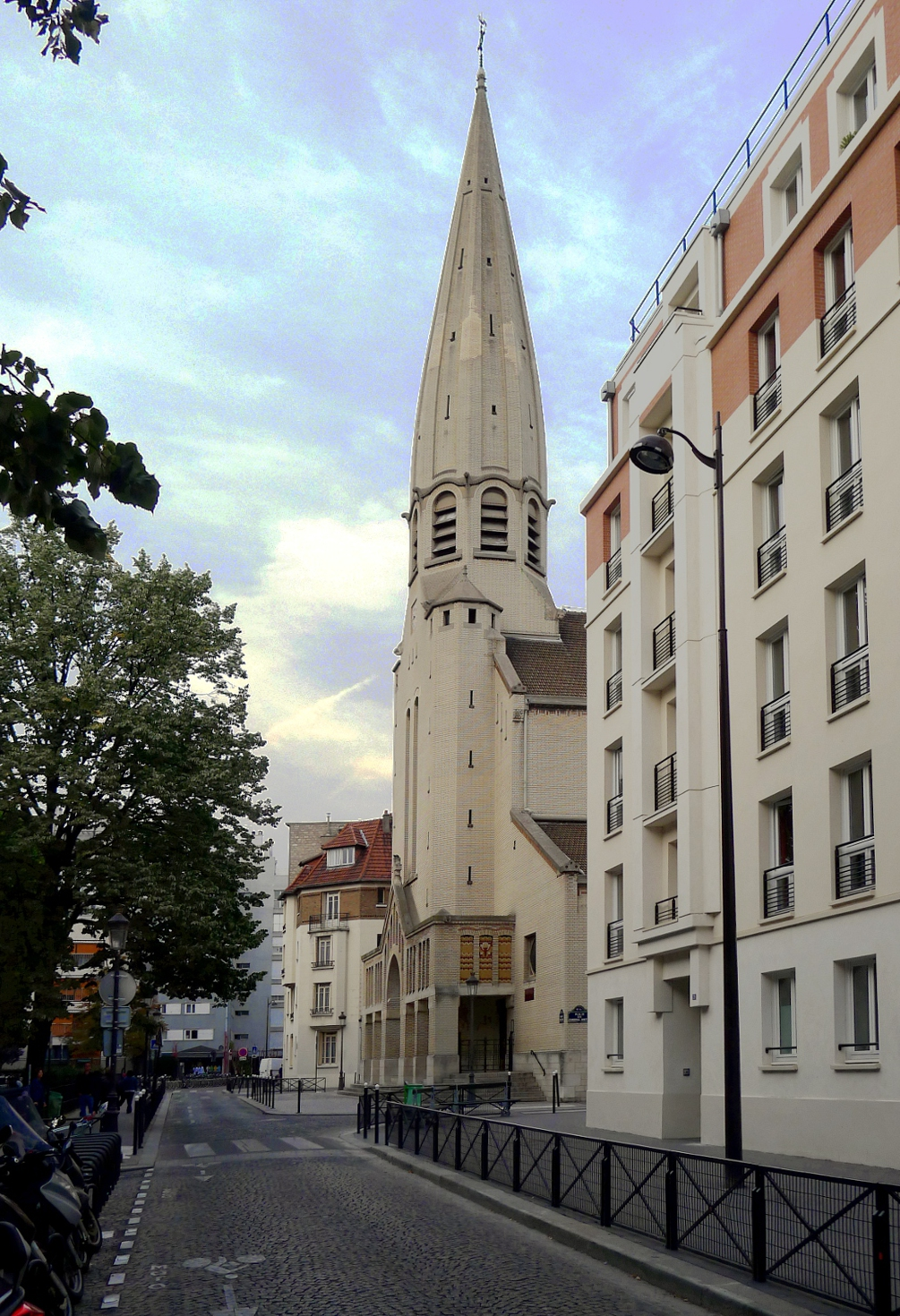
Église Saint-Léon
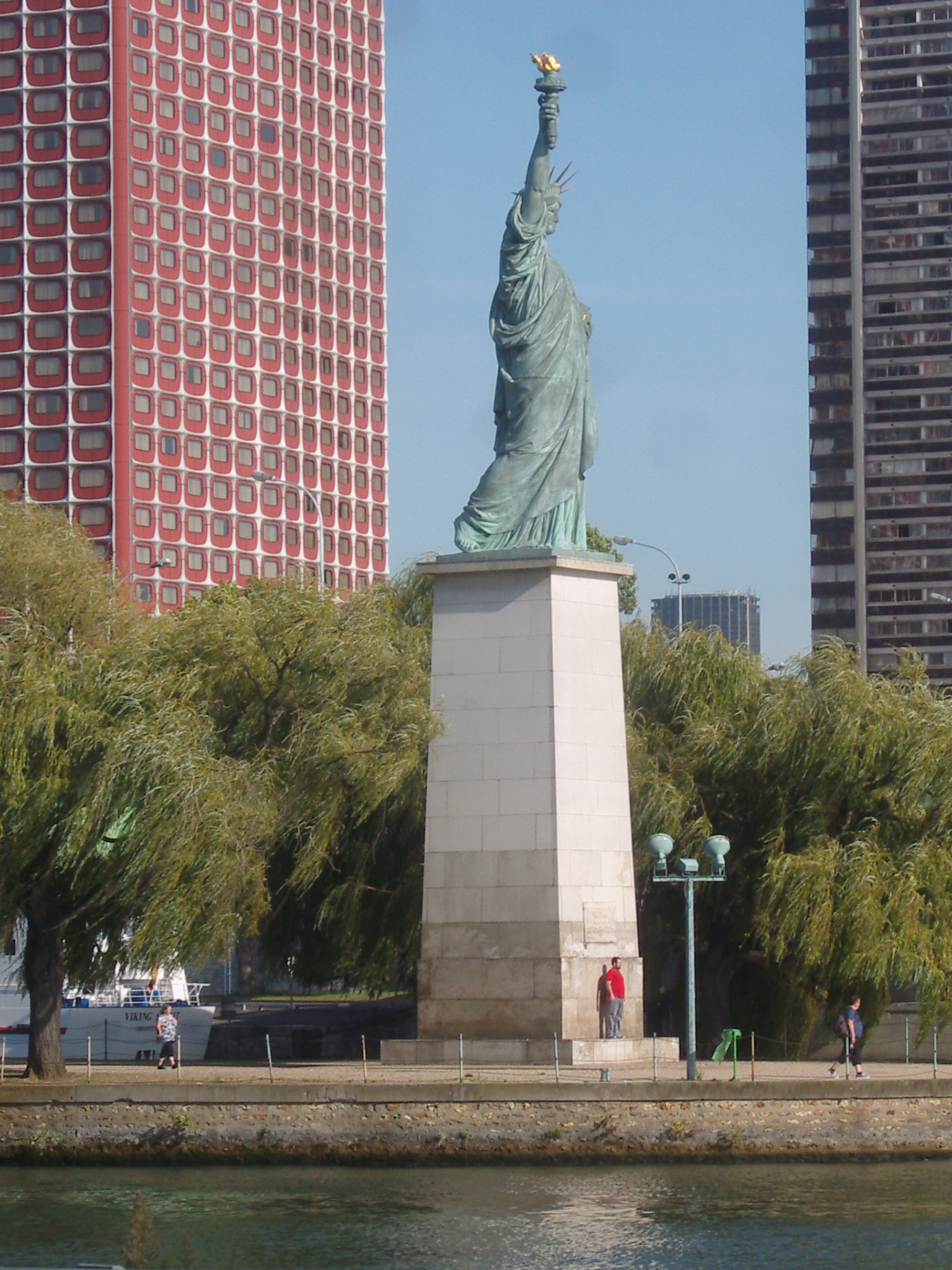
La statue de la Liberté, devant le quartier de Grenelle dont elle marque la limite ouest (elle se trouve dans le quartier de Javel).
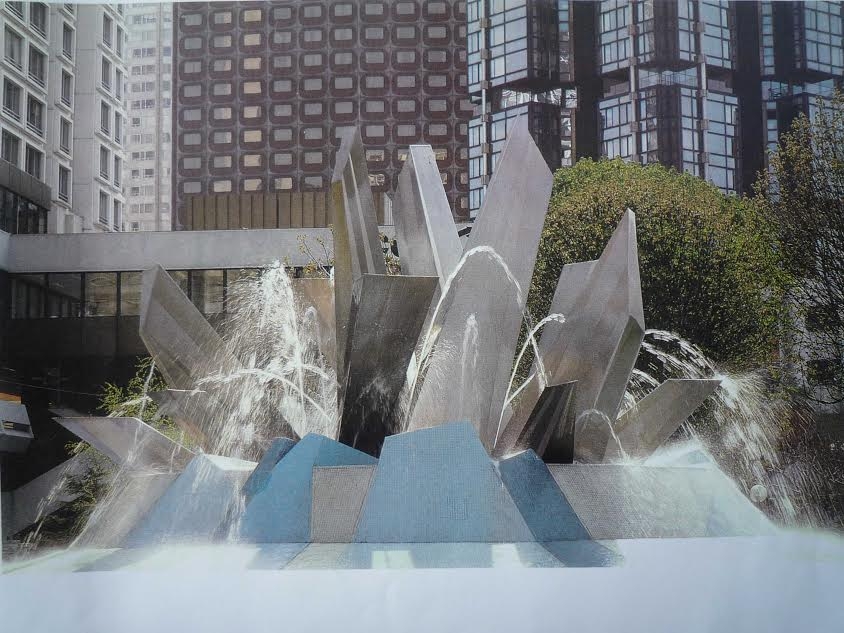
Sculpture-fontaine Cristaux de Jean-Yves Lechevallier dans le square Béla-Bartók.
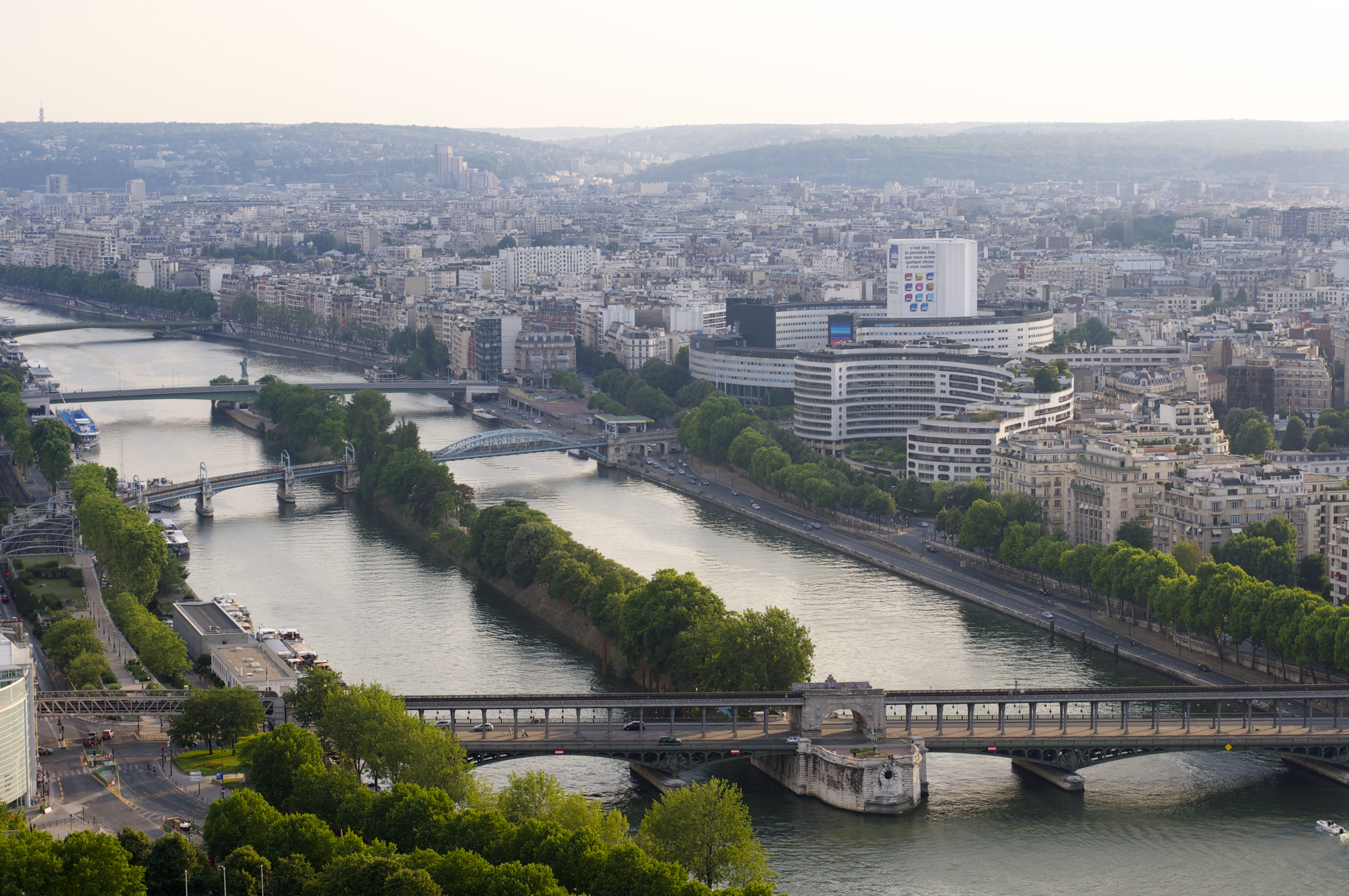
L'île aux Cygnes fait partie du quartier (sauf sa pointe sud-ouest) et en marque la limite.
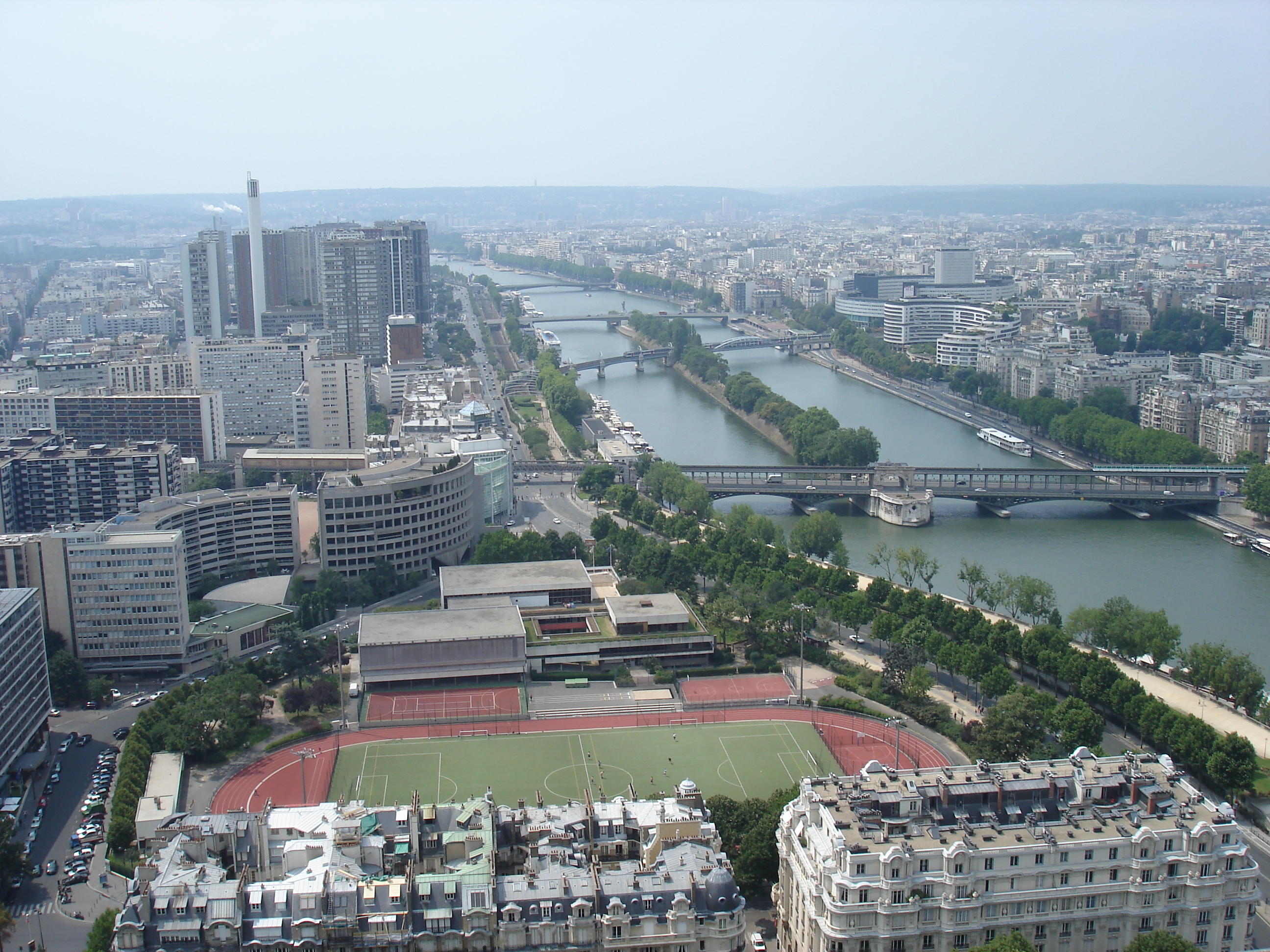
Le centre sportif Émile-Anthoine est à la limite nord du quartier.
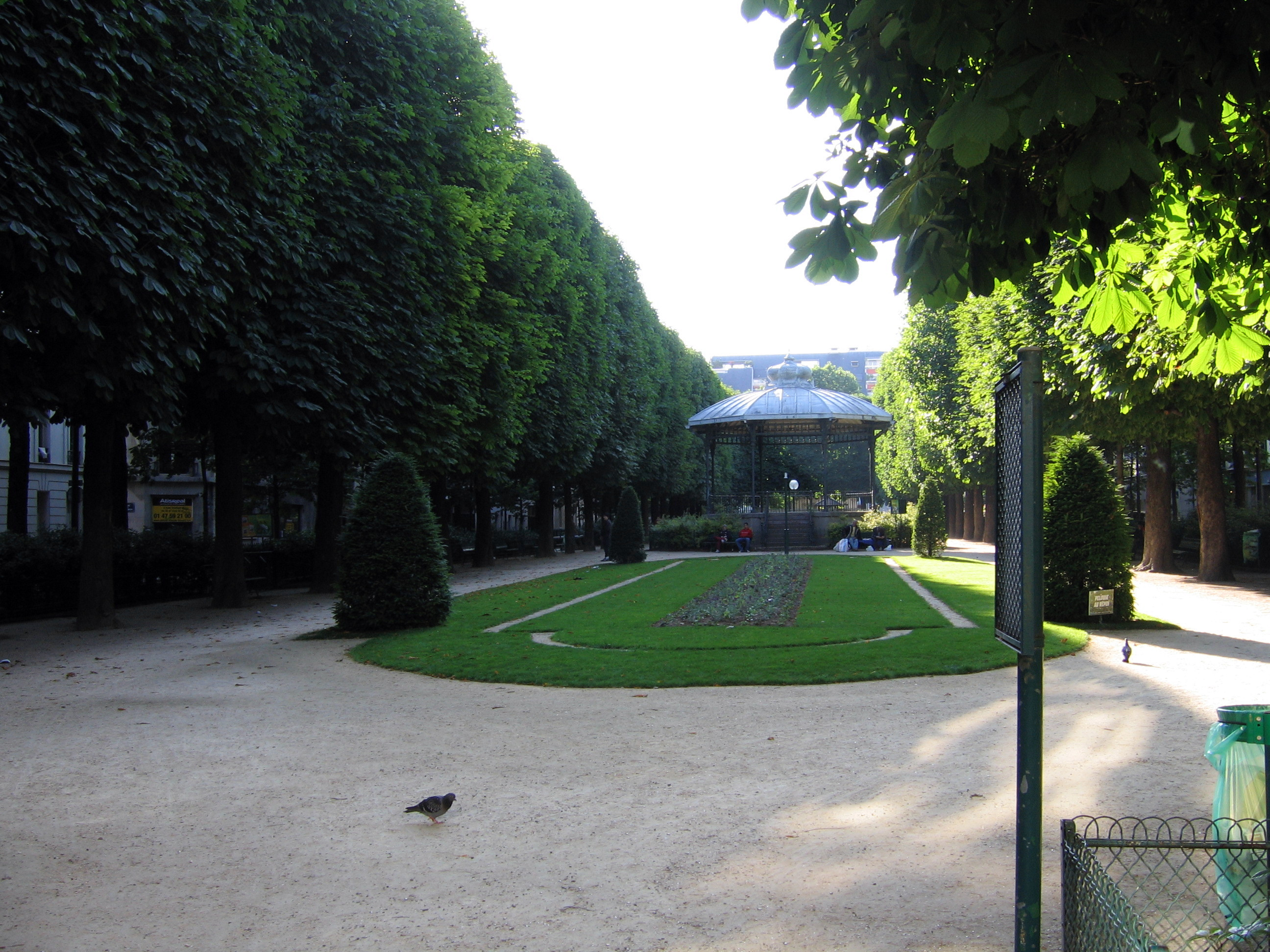
Le square de la place du Commerce.
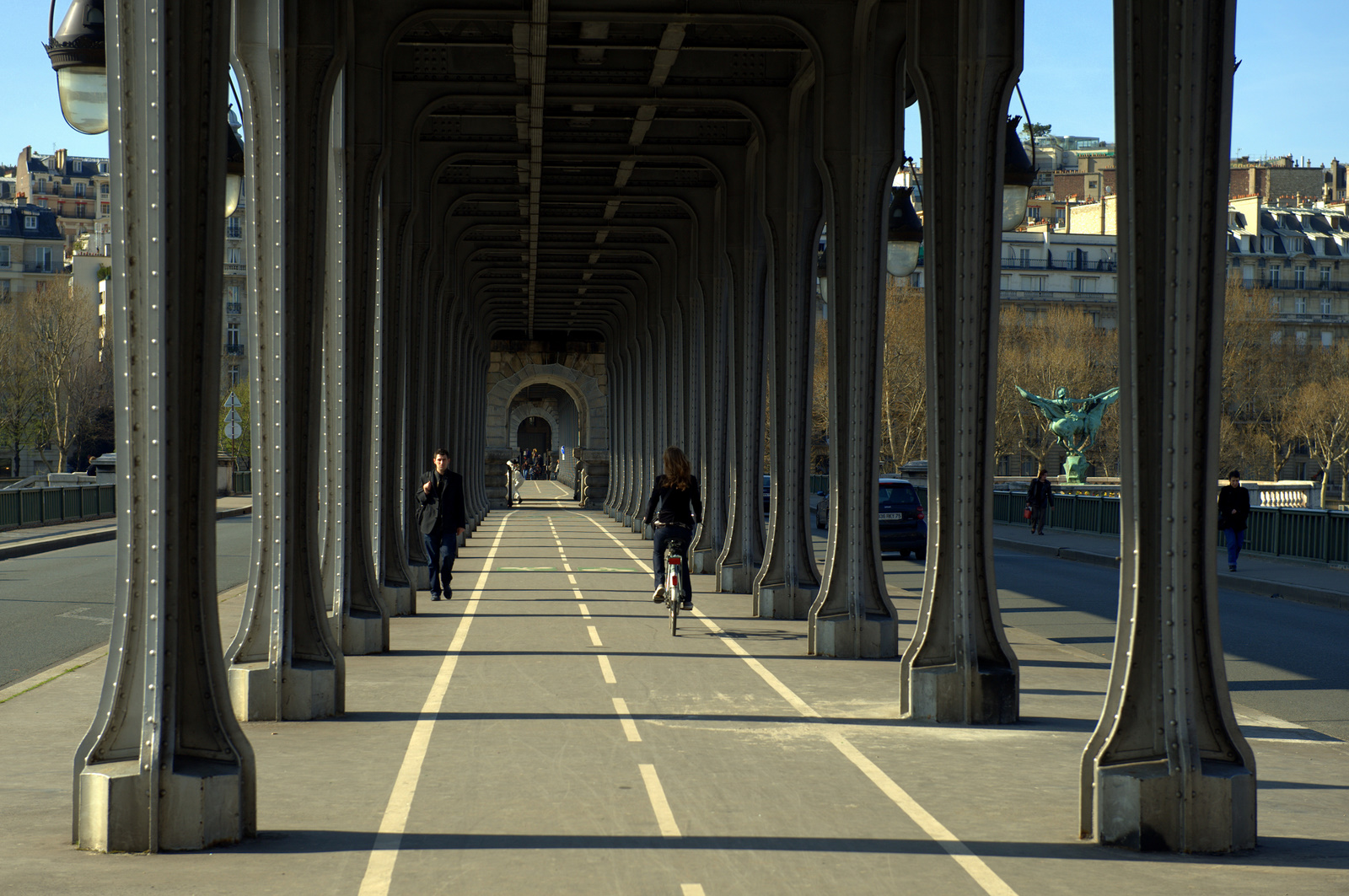
Pont de Bir-Hakeim.
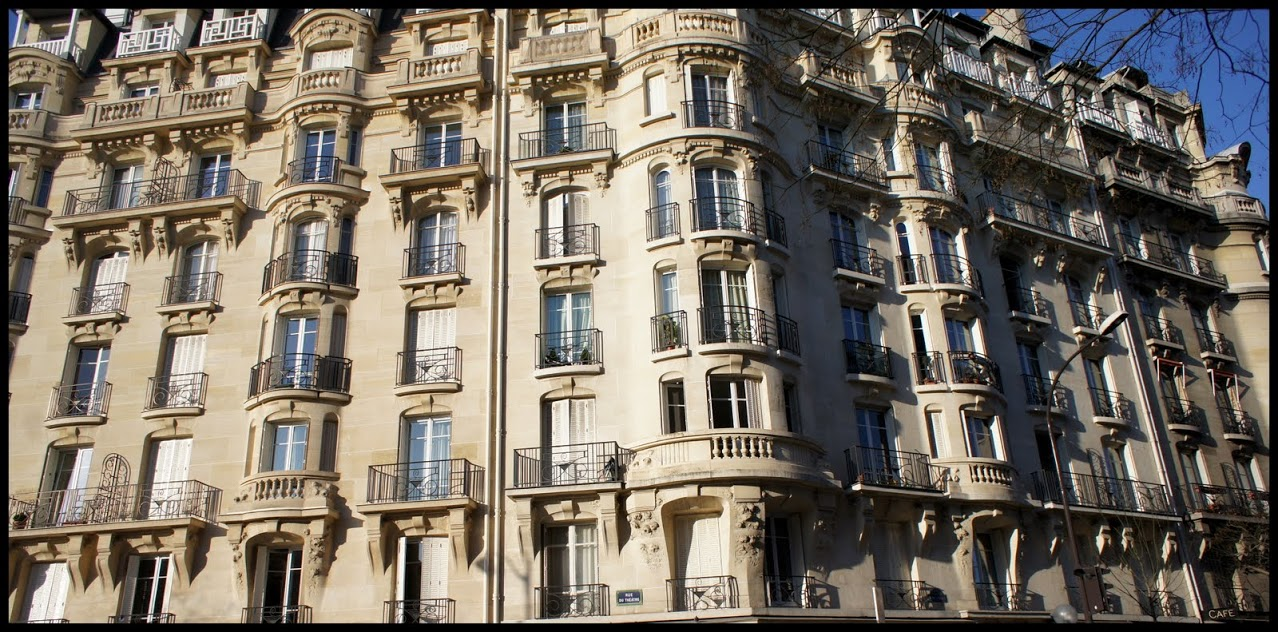
Angle de l'avenue Émile-Zola et de la rue du Théâtre.